# Qbo
Qbo (usualmente escrito en minúsculas, qbo) es una banda mexicana de metal alternativo formada en 2001 en la Ciudad de México,  México está integrada por Antonio Ruiz "Tonio": voz y guitarra; Luis Salinas "Lu": bajo y coros; Arturo Martinez "Tarro": batería. 
A lo largo de su trayectoria han publicado 5 álbumes de estudio y 2 EP, Qbo en (2003), Aire en (2004), lll en (2006), El Tiempo Se Detiene en (2009), Ángel Caído en (2011), Inmortal EP en (2017), y Mortal EP en (2022), Sus canciones más conocidas son No más, Desvanecer, Fantasma, Corté mis alas, Nada qué pensar, Lo que tus sueños cuentan, Reflejo, Para seguir, Lo siento, Es tarde.

## Historia

### Inicios y disco homónimo
Se formó en 2001 en la Ciudad de México por 3 experimentados músicos quienes buscaban algo diferente a sus proyectos anteriores, El primer ensayo del grupo -definido por ellos mismos como un simple "palomazo"- se convertiría en una demostración de conexión entre los integrantes de la banda; el primer paso hacia la creación de un grupo, y un enfoque distinto en el panorama del rock hispano. Tras ganarse el interés y el apoyo de EMI Music México, lanzan su primer larga duración titulado "Qbo" (2003), lo que les brindó la oportunidad de hacer pública su nueva propuesta. De este trabajo se desprenden los sencillos "Desvanecer", "Lo que tus sueños cuentan" y "No más", cada uno con su respectivo video. la reacción del público fue positiva brindando un apoyo inmediato.

### Aire
Aire, el segundo álbum del trío capitalino que comenzó a vislumbrarse el año 2002 -durante la misma grabación del primer disco en Los Ángeles, California- periodo en el cual durante casi 2 meses de estudio Qbo pudo completar y cerrar el primer capítulo de su carrera e iniciar una nueva etapa en el marco de la ciudad más importante del rock a nivel internacional, abriéndose y llenándose de nuevas propuestas musicales. Este periodo refrescó al grupo, a tal punto que al regresar a México la banda dejó de componer por meses, dejando operarse un sutil cambio de química interna que salió a la luz en el invierno 2003-2004 al empezar el proceso de composición de este nuevo disco.
Esta renovación se plasmó en Aire, un disco más "fresco" que su predecesor lanzado el 2003 (el cual incluía material hasta del primer día de ensayo en el 2001). Finalmente lanzado durante el año 2004, este nuevo disco sigue teniendo el "sello qbo": este "cross-over" tal y como el grupo define su género, busca el equilibrio del concepto "Agresión-Cariño" con el cual los miembros del grupo gustan describir su música. Pero esta vez Qbo quiso ir más allá de los formatos tradicionales y presentar una faceta que el primer disco no les había permitido enseñar: un lado mucho más "amable" y melódico a los oídos inexpertos.
De este disco se desprenden los sencillos "Para seguir" y "Nada que pensar", ambos transmitidos por la cadena multinacional MTV.

### III
En septiembre del 2006 sacan a la venta su tercer disco titulado "III", de este se desprenden los sencillos de "Fantasma", "Getting Away" y "Lo Siento". Con este disco inician también el tour "Getting Away 2006-2007", visitando varias ciudades de la República Mexicana y Estados Unidos, periodo en el cual presentaron el tema "Me Atrapaste", el cual iría incluido en su próximo disco, El tiempo se detiene. Respecto al disco, la combinación musical sigue siendo la misma, pero destacando por primera vez la inclusión de dos temas en inglés, "One Last Time" y "Getting Away".

### El tiempo se detiene
Recientemente, la banda publicó en su página oficial el nombre del nuevo guitarrista, Nino Oxilia, el cual fue elegido de entre 13 guitarristas, quienes demostraron su talento en una audición en el Imperial acompañados por Activon TV, Gibson/Epiphone y MySpace México. "Mostró que es un gran guitarrista y dio un gran performance" es el mensaje publicado en su página oficial y su MySpace, donde además se agrega: "Con Nino en la alineación y el 4° disco terminado, ahora nos encaminamos a preparar el nuevo show para la gira, y presentar a un Qbo con el mejor espectáculo que hemos dado hasta ahora".
Días después en su página oficial se dio el lanzamiento de su nuevo álbum, "El tiempo Se Detiene", el cual fue puesto en venta a partir del 13 de julio de 2007, y estuvo acompañado por una gira de presentación en ese año.

### Ángel Caído
El quinto disco de qbo, "Ángel Caído", salió a la venta en septiembre de 2011, mostrando nuevamente la combinación de la energía del nu metal con el rock alternativo que caracteriza a esta banda mexicana de proyección internacional, ha sido un éxito su lanzamiento de este sencillo llenando las expectativas de todos los seguidores de esta increíble banda, actualmente están dando una gira llamada GRITA Tour 2011 presentando su más reciente sencillo "Corté mis Alas", cuyo video, dirigido por Maxz Rob, fue lanzado el 12 de marzo de 2012.
El 19 de abril de 2012 Qbo anunció, a través de su página oficial en Facebook, la salida de Nino Oxilia de la banda por motivos personales, con lo que la agrupación vuelve a ser el trío de un inicio.

### Inmortal
Es el sexto disco de la banda tras cuatro años desde su última producción musical, la banda demuestra el poder que tiene para reinventarse. Fue producido, mezclado y masterizado por Tonio Ruiz exintegrante de la banda. El primer sencillo que se desprende de este material es “Romper Recuerdos”, tema que viene acompañado de un videoclip oficial el cual tuvo un gran éxito en MTV Latinoamérica. 
El 27 de julio de 2018 QBO celebra sus 15 años de trayectoria musical en el Lunario del Auditorio Nacional en la Ciudad de México, haciendo un recorrido musical desde su primera producción hasta el último disco Inmortal.

### Adeste Fideles
Sencillo especial Navidad 2020

### Mortal - EP
El 29 de abril de 2022 la banda lanza su segundo EP Mortal, del cual se desprenden los sencillos  Nada, Olvido y Sálvame, con un sonido renovado y fresco pero manteniendo la esencia de la banda

## Integrantes

### Formación actual
- Antonio Ruiz "Tonio"- Voz/Guitarra (2001-presente)
- Arturo Martinez "Tarro" - Batería (2001-presente)
- Luis Salinas "Lu" - Bajo (2015-presente)

### Exintegrantes
- Maxz Rob - Bajo/Voz (2001 - 2013)
- Nino Oxilia - Guitarra (2009 - 2012)

## Discografía[8]

### LP
- qbo (2003)
- Aire (2004)
- III (2006)
- El Tiempo Se Detiene (2009)
- Ángel Caído (2011)

### EP
- Inmortal (2017)
- Mortal (2022)